# Skødstrup Sogn
Skødstrup Sogn er et sogn i Århus Nordre Provsti (Århus Stift).
I 1800-tallet var Skødstrup Sogn et selvstændigt pastorat. Det hørte til Øster Lisbjerg Herred i Randers Amt. Skødstrup sognekommune blev ved kommunalreformen i 1970 indlemmet i Aarhus Kommune.
I Skødstrup Sogn ligger Skødstrup Kirke.
I sognet findes følgende autoriserede stednavne:
- Bondehaven (bebyggelse)
- Elishøj (bebyggelse)
- Fuglhøj (areal)
- Gammel Løgten (bebyggelse)
- Grevelund (bebyggelse)
- Havskov (areal)
- Hjelmager (bebyggelse, ejerlav)
- Hundshøj (areal)
- Indrupgårde (bebyggelse)
- Løgten (bebyggelse)
- Løgten Bugt (vandareal)
- Manbjergparken (bebyggelse)
- Prædikestolen (areal)
- Segalt (bebyggelse, ejerlav)
- Skødstrup (bebyggelse, ejerlav)
- Studstrup (bebyggelse, ejerlav)
- Studstrupstrand (bebyggelse)
- Svinbo (bebyggelse, ejerlav)
- Tagmose (bebyggelse)
- Voldby Høj (areal)
- Vorre (bebyggelse, ejerlav)
- Vosnæs Pynt (areal, bebyggelse)
- Åstrup (bebyggelse, ejerlav)